# My Boo (Ruslana)
My Boo (o My Boo (Together!)) è un album in studio della cantautrice ucraina Ruslana. Il disco è stato pubblicato nel 2012 in Ucraina con il titolo Ey-fory-ya (ЕЙ-форі-Я), ripubblicato sempre in patria nel 2013 con il titolo Miy brat (Razom!) e poi nel resto del mondo in versione digitale il 1º gennaio 2014.

## Tracce

### Versione ucraina
1. Miy brat (Мій брат!) (Ruslana, Vlad DeBriansky) - 3:39
2. ShaLaLa (ШаЛаЛа) (Ruslana, Vlad DeBriansky, Oleksandr Ksenofontov) - 3:15
3. Rachmaninov (Рахманінов) (Ruslana, Vlad DeBriansky) - 3:22
4. Roby huchnishe! (Роби гучніше!) (Ruslana, Stefan Örn) - 3:03
5. Vau! (Вау!) (Ruslana, Vlad DeBriansky, Oleksandr Ksenofontov) - 3:01
6. Ja-blu4ko! (Я-блу4ко!) (Ruslana) - 3:20
7. Davay, hray! (Давай, грай! / Ого! Ого!) (Ruslana) - 3:47
8. EY-fori-Ya! (ЕЙ-форі-Я!) (Stefan Örn, Ruslana) - 3:52
9. Kray (Край) (Goran Bregovich, Mykola Mozhovyy) - 4:20

### Versione inglese
1. My Boo! (Ruslana, Vlad DeBriansky) - 3:39
2. ShaLaLa (Ruslana, Vlad DeBriansky) - 3:18
3. Rachmaninov (Ruslana, Vlad DeBriansky) - 3:24
4. Wow! (Ruslana, Vlad DeBriansky) - 2:56
5. Pop Up! (Stefan Örn, Ruslana, Vlad DeBriansky) - 3:07
6. Yablo4ko (Ruslana, Vlad DeBriansky) - 3:32
7. Ogo! Ogo! (Ruslana, Vlad DeBriansky) - 3:05
8. This is Euphoria (Stefan Örn, Ruslana) - 3:59
9. Kray (Goran Bregovich, Mykola Mozhovyy) - 4:23
10. Dream Euphoria ((DJ Small's Remix) (Ruslana, Stefan Örn) - 4:23
11. Rachmaninov ((DJ Small's Remake) (Ruslana, Vlad DeBriansky) - 3:23